# Fadogiella cana
Fadogiella cana là một loài thực vật có hoa trong họ Thiến thảo. Loài này được (K.Schum.) Robyns mô tả khoa học đầu tiên năm 1928.